# عقیقه

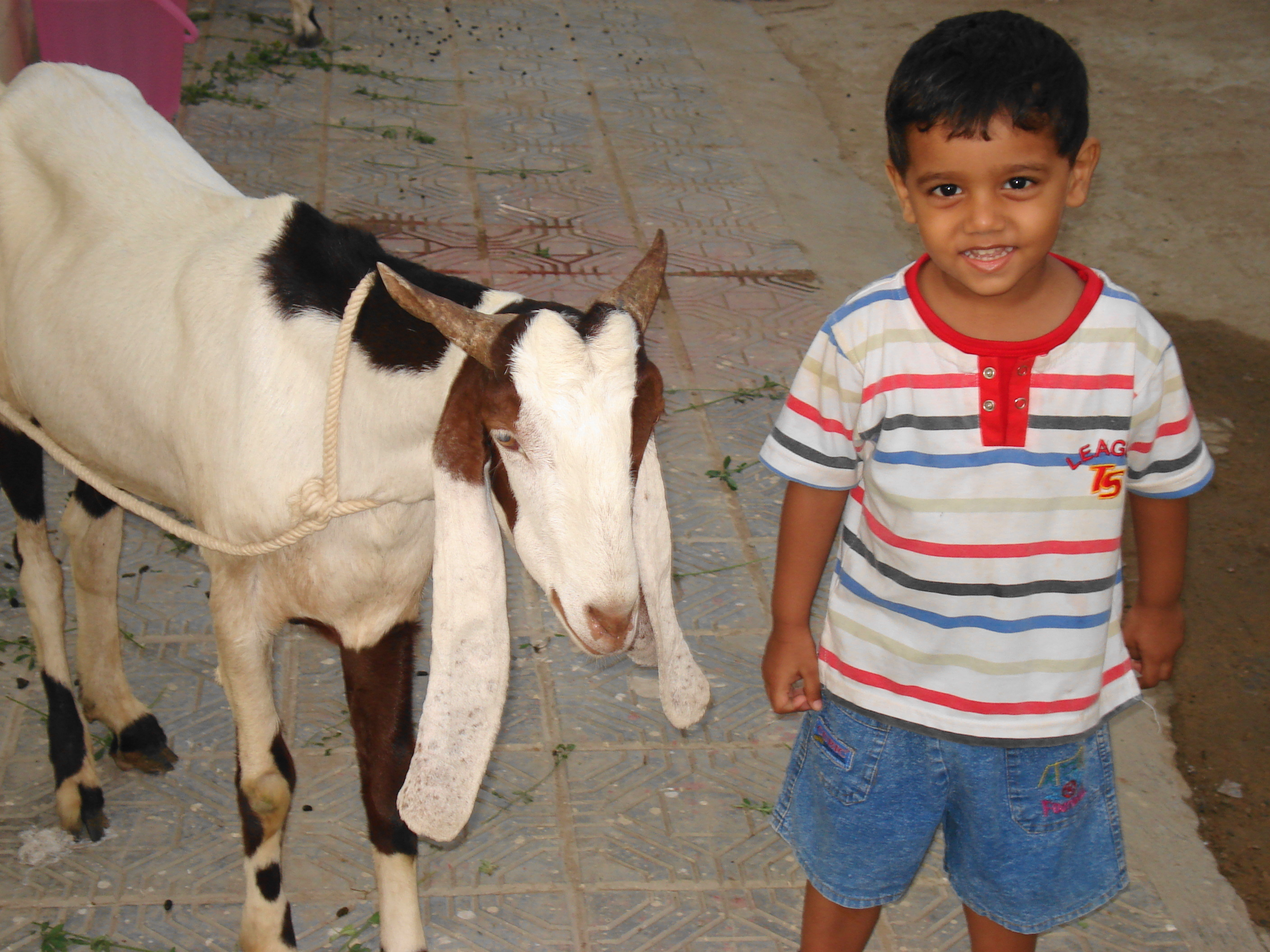
مراسم عقیقه

عقیقه از سنن اسلامی است که هفت روز پس از تولد فرزند، به جهت حفظ او از بلاها، حیوانی را قربانی می‌کنند. احادیث بسیاری در مورد قربانی کردن در روز هفتم تولد حسن و حسین علیهما السلام توسط پیامبر اسلام وجود دارد. براساس این سنت، نمی‌توان پول حیوان قربانی را صدقه داد و اگر حیوان در دسترس نبود باید صبر کرد.

## حکم تکلیفی
از مستحبات اکید، عقیقه برای پسر و دختر است؛ و مستحب هست که در روز هفتم پس از تولد برای پسر، حیوان نر و برای دختر حیوان ماده عقیقه شود و اگر از روز هفتم تاخیر افتاد چه از روی عذر و چه بدون عذر، ساقط نمی‌شود. بلکه اگر برای کسی تا وقتی‌که بالغ می‌شود عقیقه نشده باشد، خود او عقیقه کند؛ و حتی اگر خود شخص تا وقتی زنده است برای خودش عقیقه نکرده باشد، مستحب است بعد از مرگ او برایش عقیقه شود

## مطالعهٔ بیشتر
- موسوی، سید جعفر (۱۳۸۵). «احکام و آداب عقیقه». مبلغان (۸۴): ۱۱۲–۱۱۶. دریافت‌شده در ۲۰۱۴-۰۶-۱۸.